# Oskaras Jusys
Oskaras Jusys (ur. 13 stycznia 1954 w Traszkunach) – litewski prawnik, urzędnik państwowy i dyplomata, w latach 2000–2001 wiceminister spraw zagranicznych, ambasador Litwy na różnych placówkach.

## Życiorys
W 1972 ukończył szkołę średnią w rodzinnej miejscowości, a w 1977 studia prawnicze na Uniwersytecie Wileńskim, po czym podjął pracę jako asystent na tej uczelni. Od 1978 do 1981 kształcił się na Moskiewskim Uniwersytecie Państwowym, gdzie obronił dysertację kandydacką. Do 1990 pracował na Uniwersytecie Wileńskim, od 1985 na stanowisku docenta. Dołączył następnie do litewskiej dyplomacji jako dyrektor departamentu prawnego w Ministerstwie Spraw Zagranicznych. W 1993 został doradcą ministra, objął również wówczas funkcję dyrektora litewskiego oddziału międzynarodowej firmy prawniczej McDermott Will & Emery.
Od 1994 do 2000 zajmował stanowisko stałego przedstawiciela Litwy przy Organizacji Narodów Zjednoczonych w Nowym Jorku. Po powrocie do kraju do 2001 był wiceministrem spraw zagranicznych. Został następnie ambasadorem przy Unii Europejskiej, pełniąc tę funkcję do 2005. W latach 2005–2009 był sekretarzem Ministerstwa Spraw Zagranicznych. Od 2009 do 2012 był ambasadorem w Wielkiej Brytanii, w 2012 posiadając akredytację w Omanie. Po zakończeniu misji dyplomatycznej został dyrektorem departamentu MSZ ds. ONZ, organizacji międzynarodowych i praw człowieka.